# 苏怡
苏怡（1900年—1985年），原名舒大祯，男，湖南麻阳人，中国电影编剧、导演，中国电影家协会理事，曾任广东省文化局副局长、顾问。